# Grace Stanke
Grace Marie Stanke (nacida el 30 de abril de 2002) es una ganadora de concursos de becas estadounidense que fue coronada como Miss America el 15 de diciembre de 2022. Nativa de Wausau, Wisconsin, es la tercera Miss Wisconsin en ganar el título nacional.

## Primeros años y educación
Stanke es graduada de Wausau West High School. Comenzó como titular local en el circuito de certámenes de Miss America's Outstanding Teen, Stanke fue coronada como Miss Wausau's Outstanding Teen en 2016, Miss Harbor Cities' Outstanding Teen en 2017 y finalmente Miss Wisconsin's Outstanding Teen 2017.
Compitió en Miss Wisconsin 2021 como Miss Madison, donde fue semifinalista. Stanke fue coronada Miss Wisconsin 2022 el 18 de junio de 2022 mientras representaba a Badgerland, convirtiéndose en la primera mujer en obtener los títulos estatales de Miss y Teen. Además del título, Stanke ganó el premio Preliminary Talent y $12,500 en becas.

## Miss America 2023
Stanke superó a la primera finalista y Miss Nueva York 2022, Taryn Delanie Smith, ganando el título de Miss America 2023 y una beca de $50,000. Durante la competencia, Stanke recibió un premio preliminar al talento y una beca de $ 2,500 por su interpretación de violín clásico de «Storm» de Four Seasons de Vivaldi. Pasará su año como Miss America creando conciencia sobre la energía nuclear y las fuentes de energía sin carbono.